# Římskokatolická farnost Purkarec
Římskokatolická farnost Purkarec byla územním společenstvím římských katolíků v rámci vikariátu České Budějovice - venkov českobudějovické diecéze. 

## O farnosti

### Historie
Vesnice Purkarec se původně jmenovala Karlshaus a plebánie je zde doložena v roce 1364. V 15. až 17. století bylo území farnosti rozsáhlé; pod purkareckou farnost patřilo mj. i Zahájí s tamním, tehdy filiálním kostelem Zvěstování Páně. Místní duchovní správa později zanikla a ves byla přifařena k Hosínu. V roce 1703 byla v Purkarci znovu ustavena farnost, ke které původně patřila expozitura v Kostelci, která pak byla v roce 1848 přeměněna na samostatnou farnost.

### Současnost
Purkarecká farnost byla k 31.12.2019 zrušena a připojena k farnosti Hluboká nad Vltavou.
| Fotografie | Kostel          | Místo    | Bohoslužba                    | Bohoslužba | Poznámka        |
| ---------- | --------------- | -------- | ----------------------------- | ---------- | --------------- |
|            | Kostel sv. Jiří | Purkarec | Obvykle první neděle v měsíci | 15.00      | filiální kostel |